# Cserhátszentiván
Cserhátszentiván là một thị trấn thuộc hạt Nógrád, Hungary. Thị trấn này có diện tích 10,66 km², dân số năm 2010 là 152 người, mật độ 14 người/km².